# Hernán Lisi
Hernán Alberto Lisi (ur. 12 kwietnia 1971 w Fighierze) – argentyński piłkarz występujący na pozycji obrońcy, trener piłkarski.

## Kariera klubowa
Lisi jest wychowankiem słynnej akademii juniorskiej klubu CA Newell’s Old Boys z miasta Rosario. Jego przełożonymi w grupach młodzieżowych byli wówczas między innymi Marcelo Bielsa i Gerardo Martino. Nie potrafił jednak przebić się do pierwszej drużyny i bez większych sukcesów kontynuował swoją karierę w zespołach z drugiej ligi argentyńskiej – kolejno w CA Banfield, Defensa y Justicia i CA San Martín de San Juan. Zanotował także epizod w lidze tureckiej.
W lutym 2000 Lisi udał się na wypożyczenie do ówczesnego mistrza Boliwii – ekipy Club Blooming, prowadzonej wówczas przez swojego rodaka Carlosa Ramacciottiego. W barwach Bloomingu rozegrał pięć spotkań w kontynentalnych rozgrywkach Copa Libertadores 2000 (faza grupowa). Był opisywany jako nieustępliwy, twardo grający zawodnik. Szczyt jego kariery przypadł właśnie na występy w Boliwii – niedługo potem z powodu kontuzji został zmuszony do rezygnacji z profesjonalnej gry w piłkę w wieku 30 lat.

## Kariera trenerska
Po zakończeniu kariery piłkarskiej Lisi rozpoczął pracę w roli szkoleniowca. Należy do grupy trenerów wyznającej słynną filozofię trenerską zwaną bielsismo – stylu gry opartego głównie na ofensywie, dynamice i posiadaniu piłki opracowanego przez Marcelo Bielsę – do której należą uczniowie Bielsy pierwotnie skupieni wokół klubu Newell’s Old Boys (wśród nich m.in. Jorge Sampaoli, Eduardo Berizzo, Javier Torrente, Claudio Vivas czy Mariano Soso).
W 2005 roku Lisi objął czwartoligową drużynę CSD La Emilia, którą prowadził przez kilka miesięcy z przeciętnymi wynikami. Następnie był asystentem szkoleniowca Néstora Craviotto (swojego byłego kolegi boiskowego z San Martín) w zespole Unión Santa Fe (2006). W sierpniu 2006 został trenerem czwartoligowego klubu AD Centenario, którego właścicielem i głównym sponsorem był Craviotto. Podczas jego pobytu w drużynie gościnnie występowali byli reprezentanci Argentyny (m.in. Leonardo Astrada, José Basualdo, Hernán Díaz i Marcelo Escudero). W styczniu 2007 został zatrudniony w klubie CA Banfield jako asystent trenera Patricio Hernándeza. Już w marcu Hernández został jednak zwolniony, a Lisi w kontrowersyjnych okolicznościach zastąpił go na stanowisku jako trener tymczasowy. W duecie z Pablo Sánchezem prowadził Banfield przez kolejne dwa miesiące, między innymi w rozgrywkach Copa Libertadores 2007 (faza grupowa).
W kolejnych latach Lisi z powodzeniem pracował jako asystent Javiera Torrente w czołowych paragwajskich zespołach Club Libertad (2009–2010) i Cerro Porteño (2010). W styczniu 2011 został trenerem absolutnego beniaminka ligi peruwiańskiej – ekipy Unión Comercio. Ze skromną, walczącą o utrzymanie drużyną notował przeciętne, lecz zadowalające i odpowiadające możliwościom klubu wyniki oraz był chwalony przez media za umiejętne zastosowanie ofensywnego systemu gry. Został niespodziewanie zwolniony w maju 2011 po dwóch porażkach z rzędu. W czerwcu 2012 przeniósł się do Chile, obejmując tamtejszego drugoligowca Unión Temuco. Do ekipy zarządzanej przez Marcelo Salasa trafił z polecenia Eduardo Berizzo i został pierwszym (i zarazem jedynym) zagranicznym trenerem w krótkiej historii klubu. Ze średnim skutkiem prowadził Temuco przez kolejne dziewięć miesięcy – zrezygnował ze stanowiska w marcu 2013 po bardzo słabym początku rozgrywek (bez zwycięstwa w siedmiu meczach). Dwa miesiące po jego odejściu klub został rozwiązany.
W maju 2013 Lisi zastąpił Carlosa Jarę Saguiera na stanowisku trenera paragwajskiego Club Rubio Ñú, walczącego o uniknięcie relegacji. Szybko poprawił wyniki drużyny, zajął z nią ósme miejsce w tabeli i zdołał utrzymać ją w najwyższej klasie rozgrywkowej. Bezpośrednio po tym zrezygnował jednak ze stanowiska w obliczu oferty ze stołecznego potentata Cerro Porteño, gdzie przez siedem miesięcy był koordynatorem akademii juniorskiej. W styczniu 2015 podpisał dwuletnią umowę z kolumbijskim drugoligowcem Deportivo Pereira. Przed drużyną postawiono cel awansu do najwyższej klasy rozgrywkowej, którego ostatecznie nie udało się zrealizować, nawet mimo świetnej postawy podopiecznych Lisiego w rundzie jesiennej (14 zwycięstw i 5 remisów w 22 meczach). Po zakończeniu sezonu złożył rezygnację ze stanowiska, argumentując ją względami osobistymi i rodzinnymi. Podczas pracy w Pereirze dał się poznać jako sumienny i mocno zaangażowany w prowadzenie drużyny szkoleniowiec, z atrakcyjną wizją gry.
W lutym 2016 Lisi został następcą Ricardo Dabrowskiego w paragwajskim Club Nacional. Tam zanotował przeciętny i krótki pobyt, rezygnując z pracy już po niecałych dwóch miesiącach. We wrześniu 2016 został trenerem kolumbijskiego zespołu CD Once Caldas z ligowej czołówki, zastępując na stanowisku swojego byłego przełożonego Javiera Torrente. Lisi miał być naturalnym następcą i kontynuatorem bielsistowskiej myśli szkoleniowej Torrente, który zrezygnował ze stanowiska wobec oferty z Meksyku. Nie spełnił jednak pokładanych w nim nadziei i przez cały ośmiomiesięczny pobyt w Once Caldas notował wyniki poniżej oczekiwań, a także był krytykowany za mało przekonujące i mało efektowne występy swojego zespołu, niewielką liczbę zdobywanych goli oraz brak poprawnego funkcjonowania drużyny od strony taktycznej. Został zwolniony w kwietniu 2017. Dwa miesiące później powrócił do Club Rubio Ñú, otrzymując zadanie wyciągnięcia drużyny ze strefy spadkowej. Jego zespół odniósł jednak zaledwie 3 zwycięstwa w 11 meczach, co poskutkowało zwolnieniem trenera we wrześniu. W końcówce sezonu Rubio Ñú prowadził Miguel Pavani, który ostatecznie spadł z drużyną do drugiej ligi.
W sierpniu 2018 Lisi powrócił do Kolumbii, obejmując Deportivo Pasto. Kontynuował tam swoją kiepską passę i nie zdołał odmienić słabych wyników drużyny – został zwolniony po niecałych trzech miesiącach, bezpośrednio po trzech porażkach z rzędu. W styczniu 2020 podpisał umowę ze skromną, peruwiańską drużyną Academia Cantolao.